# Hilding Molander
Hilding Molander, född 13 februari 1896 i Ytterlännäs socken, död 31 augusti 1972 i Stockholm, var en svensk kommunalpolitiker och fackföreningsman. Han var bror till Helmer Molander.
Hilding Molander var son till snickaren Jonas Molander. Han arbetade 1908–1909 som springpojke och därefter 1909–1927 som bageriarbetare. 1912 blev han medlem i Svenska bageri- och konditoriindustriarbetareförbundets härnösandsavdelning, blev 1919 sekreterare där och var 1921–1927 avdelningens ordförande. 1919–1927 var han föreståndrare för bageriarbetarnas arbetsbyrå (arbetsförmedling) i Sundsvall. Molander var 1921–1924 medlem i Sveriges kommunistiska parti men gick 1924 över till Socialdemokratiska arbetarepartiet. 1922 blev han ledamot av styrelsen för Svenska Livsmedelsarbetareförbundet och var 1926–1948 (från 1946 tjänstledig) förbundets ordförande. Molander var även ordförande i Sundsvalls fackliga centralorganisation 1923–1927, ledamot av Sundsvalls stadsfullmäktige från 1926, ordinarie ledamot av Landsorganisationens landssekretariat 1931–1946, ordförande i hembygdsföreningen Ångermanlänningen från 1931, ledamot av Landsorganisationens 15-mannakommission 1936–1941, ledamot av arbetsrådet 1937–1938 samt ledamot av Statens livsmedelskommissions stora råd och HSB:s förtroenderåd. Han är begravd på Skogskyrkogården i Stockholm.